# Rafael Carioca
Rafael de Souza Pereira, genannt Rafael Carioca, (* 18. Juni 1989 in Rio de Janeiro) ist ein brasilianischer Fußballspieler. Der Rechtsfuß wird im defensiven Mittelfeld eingesetzt.

## Karriere

### Verein
Rafael Carioca startete seine Laufbahn u. a. in der Jugendmannschaft von Grêmio FBPA. Hier schaffte er 2008 auch den Sprung in den Profikader. Am 10. Mai 2008 lief er das erste Mal in der Série A gegen den FC São Paulo von Beginn an auf. Im Frühjahr 2009 wechselte der Spieler nach Russland zu Spartak Moskau. Sein Debüt für den Klub in der Premjer-Liga gab er 15. März 2009 im Spiel gegen Zenit St. Petersburg. Nach einem einjährigen Leihgeschäft 2010, spielte Rafael Carioca bis Mitte 2014 für Moskau. Hier gab er auch sein Debüt auf internationaler Klubebene. In der UEFA Europa League 2010/11 trat er mit Spartak am 17. Februar 2011 gegen den FC Basel an. Sein erstes Tor für Spartak erzielte Rafael Carioca in der Saison 2011/12. In der Meisterschaftsrunde traf er am 6. Mai 2012 gegen Zenit St. Petersburg. In dem Spiel wurde er nach der Halbzeitpause für Ari eingewechselt und erzielte in der 89. Minute den 2:3-Siegtreffer. Sein erstes Tor im internationalen Wettbewerb erzielte Rafael Carioca in der Gruppenphase der UEFA Champions League 2012/13. Am 23. Oktober 2012 traf sein Klub auf Benfica Lissabon. Nach Vorlage von Juardo traf er mit rechts in der 3. Minute zur 1:0-Führung (Entstand 2:1).
Nachdem Rafael Carioca mit Spartak noch in die Saison 2014/15 startete und ein Spiel am 1. August bestritt, wechselte er noch im selben Monat nach Brasilien und schloss sich Atlético Mineiro an. Mit dem Klub konnte er 2014 den Copa do Brasil sowie 2015 und 2017 die Staatsmeisterschaft von Minas Gerais gewinnen.
Am 21. August 2017 wurde der mögliche Wechsel von Rafael Carioca nach Mexiko zu UANL Tigres bekannt. Zwei Tage später reiste er bereits zur medizinischen Untersuchung nach Mexiko. Von der Ablösesumme wird sein aktueller Klub Atlético Mineiro nur die Hälfte erhalten, da diese sich die Transferrechte mit Spartak Moskau teilen. Die Bekanntgabe des definitiven Wechsels geschah am 25. August 2017 durch den Spieler. In seiner ersten Saison bestritt Rafael Carioca 35 Ligaspiele, erzielte dabei zwei Tore und konnte mit dem Klub die Apertura gewinnen. Im Juli 2018 schloss sich der Campeón de Campeones, der mexikanische Supercup, als weiterer Erfolg an. Rafael Carioca konnte mit dem Klub im Dezember 2020 die CONCACAF Champions League 2020 gewinnen. Damit qualifizierte man sich für die FIFA-Klub-Weltmeisterschaft 2020. Im Finalspiel gegen den FC Bayern München stand er in der Startelf. Sein Klub unterlag mit 1:0.

### Nationalmannschaft
Am 27. September 2016 wurde die Berufung von Carioca in den Kader für die Qualifikation Spiele zur Fußball-Weltmeisterschaft 2018 im Oktober 2016 bekannt.

## Erfolge
Atlético Mineiro
- Copa do Brasil: 2014
- Campeonato Mineiro: 2015, 2017

Tigres
- Liga MX: 2017/18 Apertura, 2018/19 Clausura, 2022/23 Clausura
- Campeón de Campeones: 2018, 2023
- Campeones Cup: 2018
- CONCACAF Champions League: 2020

## Auszeichnungen
- Prêmio Craque do Brasileirão: 2015
- Bola de Prata: 2015
- CONCACAF Champions League Auswahlmannschaft: 2019